# Statskirke
En statskirke er et kirkesamfund, der er en stats officielle kirkeretning og som er sikret og styret af staten. Normalt vil en statskirke være kendetegnet ved at samtlige beslutninger af både åndelig, indrekirkelig og verdslig art træffes af staten, og at man automatisk er medlem af statskirken fra fødslen. Sådan var kirken i Danmark frem til Junigrundloven i 1849, hvor folkekirken blev indført.
Om det nuværende, ret komplicerede, forhold mellem stat og kirke i Danmark, se artikel om folkekirken.